# Glitrenosa
Der Glitrenosa (norwegisch für Glitternase) ist ein 2515 m hoher Berg im ostantarktischen Königin-Maud-Land. Im östlichen Teil des Gebirges Sør Rondane ragt er am nordwestlichen Ausläufer der Bergersenfjella auf.
Wissenschaftler des Norwegischen Polarinstituts benannten ihn 1988 in Anlehnung an die Benennung des benachbarten Gletschers Glitrefonna.